# Klaus Voormann
Klaus Voormann (Berlín, 29 de abril de 1938) es un músico, diseñador y fotógrafo alemán, hijo de un médico eminente y conocido principalmente por su relación con The Beatles. Llegó a Hamburgo en 1956 para estudiar en la Escuela De Arte. Se preparaba para ser diseñador y eligió fotografía como asignatura optativa, y gracias a eso conoció a Astrid Kirchherr, la que sería su novia.

## Klaus Voormann y The Beatles
Klaus, al igual que Astrid, conoció a The Beatles en el club Kaiserkeller, de hecho, fue gracias a él que Astrid conoció a The Beatles. Ellos fueron muy buenos amigos durante muchos años hasta que se hicieron famosos a nivel mundial.
En 1966 fue el encargado de diseñar el famoso collage de la portada del disco Revolver. Más adelante, en 1988, produjo una cubierta para el sencillo solista de George Harrison "When We Was Fab", donde aparecía Harrison con el mismo dibujo de Revolver, pero actualizado a la fecha. Por el trabajo de Revolver, Voormann ganó un Grammy por mejor fotografía de arte en una cubierta de disco en 1967.
Tras la separación de The Beatles, Klaus grabó varios discos con John Lennon (Imagine entre otros), fue miembro de la banda que John montó ('The Plastic Ono Band') y grabó también con George Harrison y Ringo Starr, actuando  con todos ellos, tocando el Bajo en un gran número de conciertos y diseñando las portadas de George Harrison, Ringo Starr y de Yoko Ono. 
También diseñó la portada del disco de los Bee Gees "Bee Gees' 1st" y las portadas de los tres álbumes de "The Beatles Anthology", de The Beatles, las cuales, situadas de forma correlativa, conforman un largo collage creado a partir de varios pósteres y portadas de álbumes que representan las diferentes etapas de la carrera musical del grupo.

## Bajista

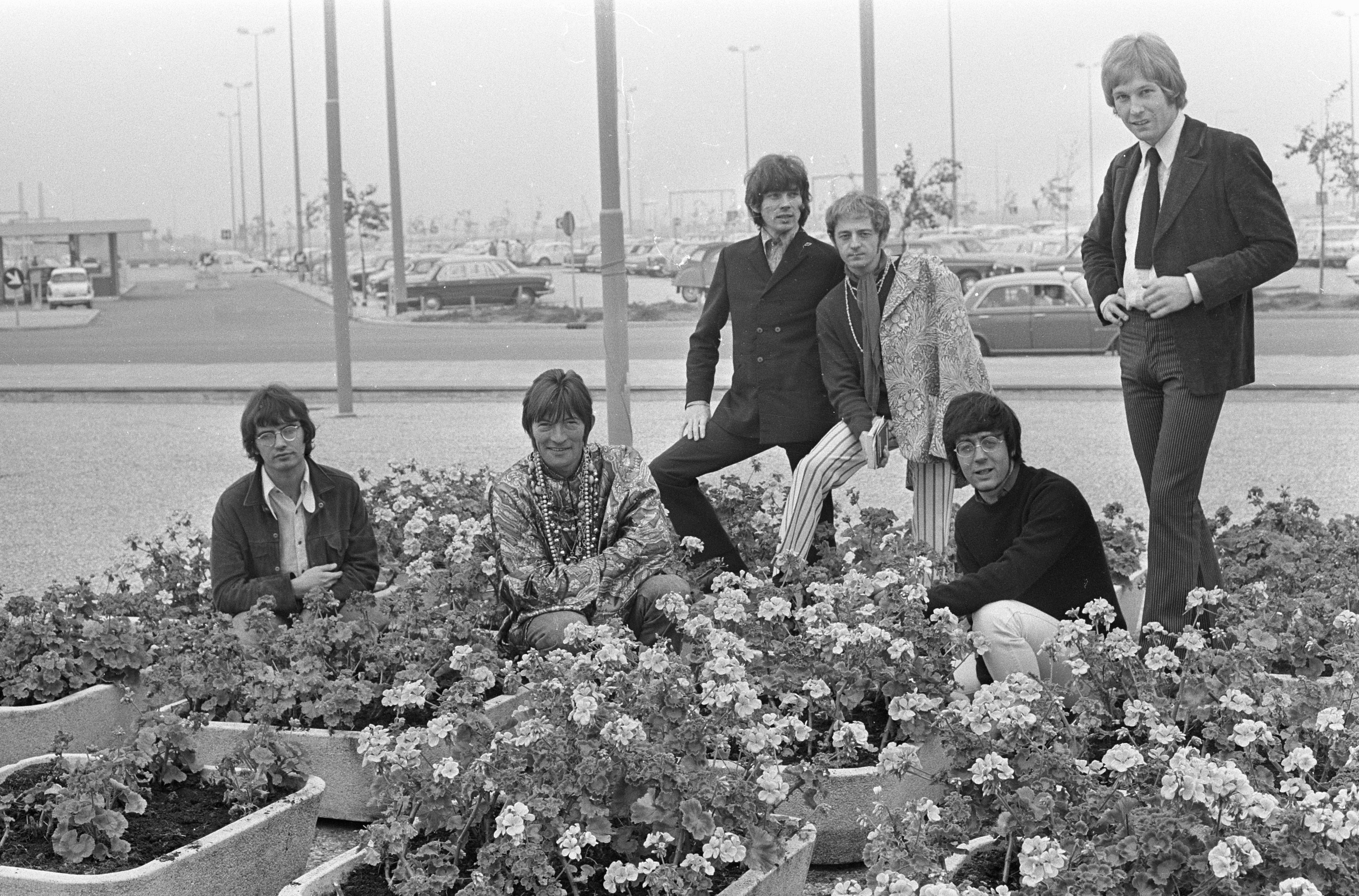
Manfred Mann y Dave Berry en el terminal aeroportuario Schiphol, Amsterdam, 11 Septiembre del año 1967

Durante la época que diseñó la portada de Revolver, fue bajista de la banda Manfred Mann entre los años 1966 y 1969.
Participó con el bajo en varias oportunidades con solistas como los ex-Beatles John Lennon, George Harrison y Ringo Starr. También acompañó a Lou Reed, Carly Simon, James Taylor, Harry Nilsson y a muchos otros. Voormann también fue miembro fundador de la Plastic Ono Band de Lennon, junto con Yoko Ono, Alan White (batería de Yes) y Eric Clapton.
También participó en el The Concert for Bangladesh, junto a George Harrison. Harrison lo introdujo a la audiencia diciendo, “hay alguien en el bajo del que mucha gente ha oído hablar, pero nunca ha visto realmente, Klaus Voormann”. En el Concert for George, el 29 de noviembre del 2002, participó como bajista de apoyo.